# Lucile Boulanger
Lucile Boulanger (Parijs, 21 juni 1986) is een Franse viola da gamba-speler.

## Levensloop
Lucile Boulanger was vijf toen ze haar eerste lessen viola da gamba kreeg van Christine Plubeau. Aan het Conservatorium van Parijs volgde ze de lessen bij Ariane Maurette en behaalde een eerste prijs in 2004. Ze studeerde verder bij Jérôme Hantaï aan het Conservatorium van Cergy. In 2006 ontving ze een Eerste prijs voor kamermuziek en studeerde verder aan het Conservatorium van Parijs bij Christophe Coin. Ze behaalde er haar einddiploma in 2009. 
Ze nam ondertussen deel aan verschillende meesterscursussen en workshops, onder de leiding van Wieland Kuijken, Anne-Marie Lasla en Philippe Pierlot. 
Ze heeft met verschillende jonge kamermuziekensembles gespeeld, zoals La Sainte Folie Fantastique, waarvan ze stichtend lid was in 2005. Ze speelt ook met gevestigde ensembles, zoals Les Folies Françoises (Patrick Cohën-Akenine), Le Poème Harmonique (Vincent Dumestre), Les Cyclopes (Thierry Maeder/Bibiane Lapointe), La Chapelle Rhénane (Benoît Haller) en Collegium Marianum (Jana Semeradova). Ze treedt ook vaak als soliste op, vooral met Bachrecitals. Ze vormt een duo met klavecinist Arnaud De Pasquale. Met het Consort Project treedt ze sinds 2008 maandelijks op. 
In Juni 2009 won ze de Eerste prijs in het Internationaal Bach-Abel Concours, met nog twee bijzondere prijzen voor beste uitvoering van werk van Bach en van Abel. Ze is ook prijswinnaar in het Europees Concours jaarlijks georganiseerd door de Società Umanitaria in Milaan.
In 2011 won ze de Derde prijs in het Internationaal Concours van het Festival Oude Muziek in Brugge.
- Bibliothèque nationale de France: cb144742727 (data)
- Gemeinsame Normdatei: 1079241019
- International Standard Name Identifier: 0000 0003 7771 3407
- Library of Congress Control Number: no2012087925
- MusicBrainz: 92572287-fca4-429c-b1aa-2ed936528f13
- Nationale Bibliotheek van Tsjechië: pna20221150811
- Système universitaire de documentation: 182451941
- Virtual International Authority File: 254635043
- WorldCat: E39PBJdGQpg9DqFBmDrtCjtqcP